# Marin Šego
Marin Šego (Mostar, 1985. augusztus 2.) bosnyák származású horvát válogatott kézilabdázó, kapus, a Frisch Auf Göppingen játékosa.

## Pályafutása

### Klubcsapatokban
Marin Šego a volt Jugoszlávia területén született, Mostar városban. Pályafutását a HRK Izviđač csapatánál kezdte, majd a Zrinjski Mostar és a RK Međimurje következett. 2008-ban igazolt a horvát Croatia Zagrebhez, ahol négy szezont töltött, ezalatt négyszer nyert bajnoki címet és kupát. 2012-ben Lengyelországba igazolt, a Wisła Płock szerződtette. Két év elteltével szerződött a Tauron Kielcéhez, akikkel 2016-ban Bajnokok Ligája győztes lett, miután a döntőben 35-35-ös döntetlent követően hétméteresekkel legyőzték a MVM Veszprém csapatát. 2016 júliusában három évre szóló szerződést írt alá a Pick Szegeddel. 2018-ban bajnoki címet, 2019-ben Magyar Kupát nyert a csapattal. 2019 nyarától a francia Montpellier Handball játékosa lett.

### A válogatottban
A horvát válogatott tartalék kapusaként részt vett a 2011-es világbajnokságon. Szerepelt a 2014-es Európa-bajnokságon, valamint a 2019-es és 2021-es világbajnokságon.

## Sikerei, díjai
Izviđač
- Bosznia-hercegovinai bajnok (1): 2003-04

Zagreb
- Horvát bajnok (4): 2008-09, 2009–10, 2010–11, 2011-12
- Horvát kupagyőztes (4): 2009, 2010, 2011, 2012

Kielce
- Lengyel bajnok (2): 2014-15, 2015–16
- Lengyel kupagyőztes (2): 2015, 2016
- Bajnokok Ligája (1): 2015-16

Szeged
- Magyar bajnok (1): 2018
- Magyar Kupa-győztes (1): 2019[9]